# Галиматья
Галиматья — бестолковщина, бессмысленность, нелепость, чепуха
От французского или испанского galimatias, galimathias.
В русском языке слово появилось в конце XVIII века. Это слово первоначально использовалось только в жаргоне студентов, став в конечном итоге общеупотребительным.
Существуют следующие версии происхождения этого слова:
- Слово появилось в жаргоне французских студентов второй половины XVI века, скрещением лат. gallus — «петух» и греч. matthias — «знание», буквальное значение «знание петуха», «ничтожные знания» (по другой версии — «неразбериха») затем приобрело значение «бессмыслица», «глупость».[2][5][6][7]
- Выражение получилось в результате латинизации древнегреческой фразы «κατά Ματθαῖον», букв. «со слов Св. Матвея», намекая на то, что запутанное начало Евангелия было часто непонятно простым, малограмотным людям[8][9][10].
- Арабское слово alima — «знать», «быть сведущим», «учиться» пришло во французский и немецкий языки из испанского (от galimatias)[2].
- В Париже на одном процессе о петухе, украденном у некоего Матвея, адвокат в своей латинской речи постоянно смешивал слова «gallus Mathiae» (петух Матвея) и «galli Mathias» (Матвей петуха); отсюда и пошло слово «галиматья».[11][12]
- В Париже ранее жил доктор Галли Матье, лечивший пациентов хохотом, для чего смешил их анекдотами и разной «галиматьёй».[11]
- На древнеанглийском gallimafrey — кушанье, составленное из разных остатков и обрезков[11] — несвязная, запутанная речь. На средневековой латыни «ballimathia», «ballematia» означало неприличную, безнравственную речь.[11]